# Jurasowo (rejon głuszkowski)
Jurasowo (ros. Юрасово) – wieś (ros. село, trb. sieło) w zachodniej Rosji, w sielsowiecie niżniemordokskim rejonu głuszkowskiego w obwodzie kurskim.

## Geografia
Miejscowość położona jest w pobliżu rzeki Sejm, 6 km od centrum administracyjnego sielsowietu niżniemordokskiego (Niżnij Mordok), 12 km od centrum administracyjnego rejonu (Głuszkowo), 104 km od Kurska.

## Demografia
W 2010 r. miejscowość zamieszkiwało 9 osób.